# Ed Markey
Edward John ”Ed” Markey, född 11 juli 1946 i Malden, Massachusetts, är en amerikansk demokratisk politiker. Han representerar delstaten Massachusetts i USA:s senat sedan 2013.
Han var ledamot av USA:s representanthus 1976–2013.
Markey gick i skola i Immaculate Conception Grammar School och Malden Catholic High School. Han studerade sedan vid Boston College där han avlade grundexamen 1968 och juristexamen 1972. Därefter arbetade han som advokat.
Han var ledamot i Massachusetts representanthus 1973–1976 och blev ledamot av USA:s representanthus för Massachusetts 7:e kongressdistrikt 1976 sedan Torbert Macdonald avlidit i ämbetet och Markey vunnit det efterföljande fyllnadsvalet. Han omvaldes nitton gånger, varav den nittonde gången för Massachusetts 5:e kongressdistrikt.
Enligt GovTrack under 2015-2017 röstnings bedömning, rankades Markey som den tredje mest liberala medlemmen i senaten.